# نسل وی
نسل وی (انگلیسی: Gen V) مجموعهٔ تلویزیونی طنز ابرقهرمانی آمریکایی است که توسط کریگ روزنبرگ، اوان گلدبرگ و اریک کریپک ساخته شده است. این مجموعه اسپین‌آفی از سریال پسران اثر کریپک است و بر اساس آرک داستانی کتاب کامیک پسران، «مجبوریم همین الان برویم» اثر گارث انیس و داریک رابرتسون ساخته شده است.
نسل وی (که داستان آن پیش از فصل چهارم پسران جریان دارد) در ۲۹ سپتامبر ۲۰۲۳ از آمازون پرایم ویدئو آغاز به پخش کرد. نظرات منتقدان به این مجموعه عموماً مثبت بود. این مجموعه در اکتبر ۲۰۲۳ برای فصل دوم تمدید شد. این فصل قرار است در ۱۷ سپتامبر ۲۰۲۵ منتشر شود.

## طرح
ابرقهرمانان بالغ جوان (یا «supes») در رقابت‌های نبرد سلطنتی در دانشکدهٔ مبارزه با جرم دانشگاه گودولکین (که توسط وات اینترنشنال اداره می‌شود) مورد آزمایش قرار می‌گیرند.

## بازیگران

### اصلی
- جاز سینکلر در نقش ماری مورو، یک دستکاری‌کنندهٔ خون با گذشته‌ای غم‌انگیز (او در زمان اولین عادت ماهانه خود و بروز قدرت‌هایش به‌طور اتفاقی مادر و پدرش را می‌کشد و به یتیم خانه برده می‌شود).
- شانس پردومو در نقش آندره اندرسون، پسر سیاه‌پوستی که توانایی شکل‌دادن به فلزات و کنترل آنها را دارد. و دوست نزدیک گلدن بوی است.
- لیز برادوی در نقش اما شاو، یک ابر انسان که می‌تواند با انجام پاک سازی به اندازه نیم اینچ تغییر اندازه بدهد. (با غذا خوردن رشد به اندازه معمولی می‌کند).
- مدی فیلیپس در نقش کیت دانلپ، یک کنترل‌کننده ذهن.
- درک لو و لاندن ثور در نقش جردن، دگرپیکر جنسیت
- آسا ژرمن در نقش سام ریوردان، یک ابر انسان جوان (برادر گلدن بوی که در وودز نگهداری زندانی شده).
- شلی کان در نقش ایندیرا شتی، رئیس دانشگاه گودولکین که قدرت‌های فوق‌العاده‌ای ندارد

### تکرارکننده
- پاتریک شوارتزنگر در نقش جیسون/گلدن بوی، دانش‌جوی محبوب و دستکاری‌کنندهٔ آتش. (که پس از فهمیدن راز وودز و کشتن برینکرهوف خود کشی کرد).
- شان پاتریک تامس در نقش پولارتی
- مارکو پیگوسی در نقش دکتر ادیسون کاردوسا
- جیسون ریتر
- الکساندر کالورت[۳]
- کلنسی براون در نقش ریچارد «ریچ برنک» برینکرهوف[۴][۵]

### مهمان
- جسی آشر در نقش رجی فرنکلین / ای-ترین (از شخصیت‌های سریال د بویز که معلوم می‌شود از همین دانشگاه فارغ تحصیل شده)
- کلبی مینیفی در نقش اشلی بارت (از شخصیت‌های سریال د بویز)
- پی. جی. برن در نقش آدام بورک.
- جنسن اکلس در نقش بن / BCL RED / سولجر بوی[۶](از شخصیت‌های سریال د بویز)

## تولید

### توسعه
در ۲۰ سپتامبر ۲۰۲۰، اسپین‌آفی از پسران اعلام شد که کریگ روزنبرگ نویسندگی و تهیه‌کنندگی اجرایی آن را در کنار چند نفر بر عهده داشت. در ۲۷ سپتامبر ۲۰۲۱، آمازون دستور ساخت این سریال را صادر کرد و میشل فازکاس و تارا باترز به عنوان شورانر و تهیه‌کنندگان اجرایی سریال تعیین شدند. در ۲ اکتبر ۲۰۲۰، کریپکی اعلام کرد که این سریال الهام‌گرفته از بازی‌های گرسنگی است و به تیم G-Men ذکرشده در فصل اول پسران خواهد پرداخت. این تیم در ابتدا به‌عنوان نقیضه‌ای از مردان ایکس مارول کامیکس برای جلد چهارم سری کتاب‌های کامیک گارث انیس و داریک رابرتسون تحت عنوان «مجبوریم همین الان برویم» ساخته شد که سریال «کمابیش» از آن الهام گرفته شده است.
در ۵ ژانویه ۲۰۲۳ اعلام شد یک اتاق نویسندگی برای فصل دومِ احتمالی به زودی تشکیل می‌شود، به سرپرستی میشل فازکاس که او نیز پس از استراحت تارا باترز، تنها شورانر مجموعه خواهد شد.

### انتخاب بازیگران
در ۱۱ مارس ۲۰۲۱، لیز برادوی و جاز سینکلر برای این سریال انتخاب شدند. در ۱۹ مارس، شین پل مک‌گی، ایمی کاره‌رو و مدی فیلیپس برای این سریال انتخاب شدند. در ۱۵ آوریل ۲۰۲۱، رینا هاردستی برای بازی در آن انتخاب شد. در ۱۰ مارس ۲۰۲۲، کاره‌رو و مک‌گی از تیم بازیگران سریال خارج شدند. چند روز بعد، شانس پردومو به بازیگران اصلی پیوست و جایگزین مک‌گی شد. در ۲۵ آوریل ۲۰۲۲، هاردستی سریال را ترک کرد. در ۹ می ۲۰۲۲، لاندن ثور به جای هاردستی انتخاب شد. درک لو، آسا ژرمن و شلی کان نیز به عنوان بازیگران ثابت سریال به بازیگران پیوستند. دو روز بعد، پاتریک شوارتزنگر، شان پاتریک تامس و مارکو پیگوسی در نقش‌های تکرارکننده انتخاب شدند. در نوامبر ۲۰۲۲، کلنسی براون در نقش ریچارد «ریچ برینک» برینکرهوف به بازیگران پیوست. در دسامبر ۲۰۲۲، جسی آشر، کلبی مینیفی و پی. جی. برن به ترتیب برای بازآفرینی نقش‌های رگی فرانکلین/ای-ترن، اشلی بارت و آدام بورک اعلام شدند.

### فیلم‌برداری
فیلم‌برداری تحت عنوان کاری پسران تقدیم می‌کنند: تیم دانشکده از مهٔ ۲۰۲۲ در محوطهٔ دانشگاه میسیساگا تورنتو و از ژوئیه در منطقه حفاظت‌شدهٔ کلرویل در برمپتون آغاز شد که برای اتمام در اکتبر در نظر گرفته شده بود. در ژوئیهٔ ۲۰۲۲، اعلام شد که این مجموعه به‌طور رسمی جن وی نام خواهد داشت. در سپتامبر ۲۰۲۲، اعضای بازیگران در رسانه‌های اجتماعی اعلام کردند که مراحل تولید به پایان رسیده است.

## انتشار
جن وی در ۲۹ سپتامبر ۲۰۲۳ از طریق آمازون پرایم ویدئو نمایش داده شد. فصل دوم قرار است در ۱۷ سپتامبر ۲۰۲۵ منتشر شود.

## بازخورد
وبگاه گردآورندهٔ نقد راتن تومیتوز امتیاز ۹۷٪ با نمرهٔ میانگین ۷٫۶۵/۱۰ را بر اساس ۱۱۰ بررسی از منتقدان گزارش کرده است. اجماع منتقدان این وبگاه چنین می‌نویسد: «تقریباً جن وی به اندازهٔ پسران بسیار ساختارشکن و در هرج‌ومرج گهگاهی به این مجموعه متکی است اما به‌طور کلی الهام‌گرفته از مد است.» این سریال در متاکریتیک، که از میانگین وزنی استفاده می‌کند، بر اساس نظر ۳۱ منتقد امتیاز ۷۳ از ۱۰۰ را کسب کرده که نشان‌گر «نقدهای عموماً مطلوب» است.